# سلفادور أليندي
سلفادور إيزابيلينو أليندي غوسينز (بالإسبانية: Salvador Guillermo Allende Gossens)‏ (ولد في 26 يونيو 1908 - وتوفي في 11 سبتمبر 1973)، هو طبيب وسياسي تشيلي. يُعتبر عموما أول رئيس دولة في أمريكا اللاتينية ذي خلفية ماركسية انتخب بشكل ديموقراطي. شغل منصب رئيس جمهورية تشيلي منذ 1970 وحتى 1973 عند مقتله في الإنقلاب العسكري الذي أطاح بحكمه والذي خططت له ونفذته وكالة المخابرات المركزية الإمريكية بقيادة الجنرال أوغستو بينوشيه.
فبحسب الوثائق (وثائق مرَّ عليها 25 عاماً طبقاً للقانون الأمريكي) التي تم الكشف عنها من قبل «وكالة الأمن القومي» الأمريكية، والتي أماطت اللثام عن ضلوع المخابرات المركزية الإمريكية في التخطيط لهذا الانقلاب وتمويله والذي راح ضحيته في الأيام الأولى من الانقلاب وطوال سنين حكمه الذي استمر ما يقرب من عقدين عشرات الآلاف من القتلى والجرحى المعوقين والسجناء والمغيبين والمشردين والمنفيين قسراً والمفصولين عن أعمالهم.
عمل أليندي في الحياة السياسية التشيلية مدة تصل إلى حوالي أربعين عاما. لكونه عضوا في الحزب الاشتراكي في تشيلي، صار عضوا في مجلس الشيوخ ونائبا برلمانيا ووزيرا. ترشح للانتخابات الرئاسية في الأعوام 1952 و1958 و1964 ولكنه لم يفز بأي منها. في عام 1970، فاز بالرئاسة حيث تنافس عليها هو وسياسيين اثنين آخرين.
تبنى أليندي سياسة تأميم الصناعات وسياسة الفلاحة الجماعية.

## نشأته

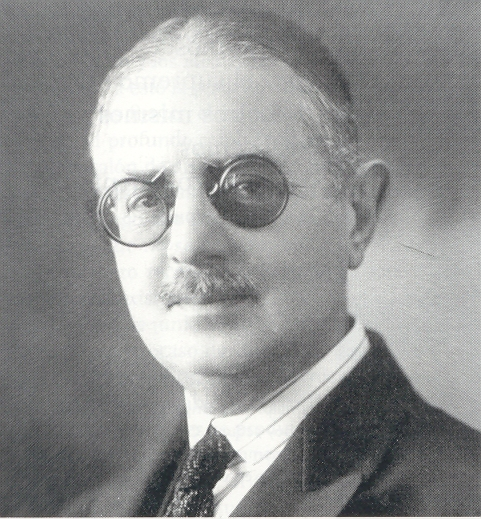
سلفادور أليندي كاسترو، والد سلفادور أليندي

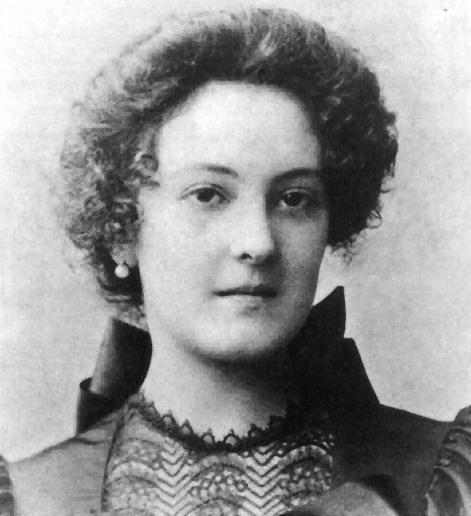
قوسنس لورا أوريبي، أم سلفادور أليندي

ولد ألنيدي في 26 يونيو 1908 في مدينة فالبارايسو التشيلية. أبوه هو سلفادور أليندي كاسترو وأمه هي لورا غوسينز أوريبي.

## انتخابه

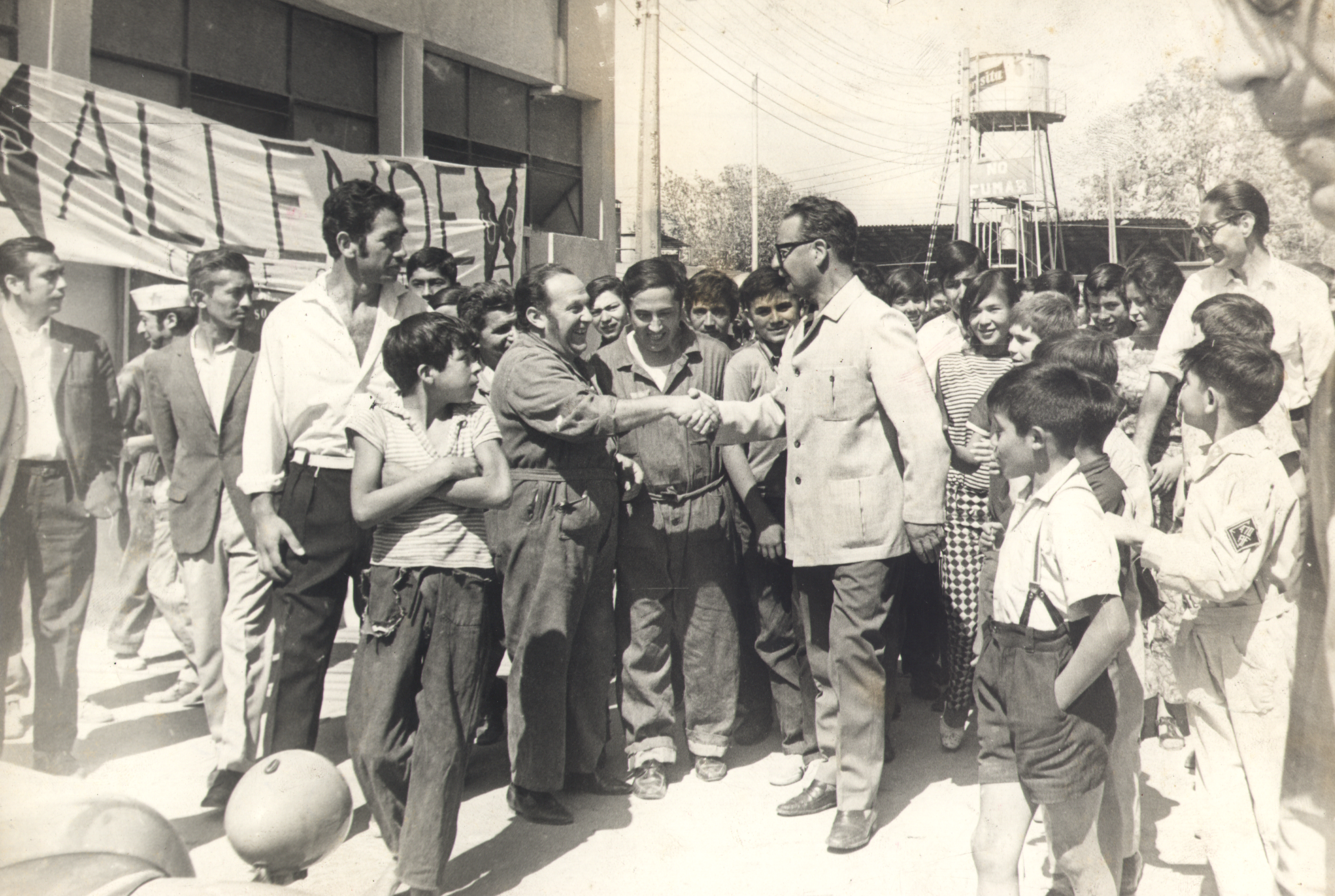
سلفادور اليندي ، 1972

مقاربة تطور سلفادور أليندي، ولاسيما مواقفه إبان الفترة الثائرة للجبهة الشعبية، يمكن من تأويل بطريقة ملائمة نهاية حياته. انتحاره يوم 11 شتنبر 1973، داخل القصر الرئاسي المسمى «لامونيدا»، لم يكن فعلا يائسا أو حتى رومانسيا، أراد منه اختراقا بطوليا للتاريخ. تصرف، أطال حياة إنسان واقعي أو في الحقيقة رجل سياسة كبير.
في قلب اليسار الشيلي، تفاعل لمدة طويلة الاتجاه الماركسي وكذا الحزب الاشتراكي الذي أصبح «متطرفا» سنوات 1960، لكن سلفادور أليندي مثل نموذجا ثوريا خاصا. لقد وضع طموحاته في قارورات، معتقدا بإمكانية إقامة الاشتراكية من داخل نفس النظام السياسي.
لم يتوفر أليندي على سمات الثوري الشعبي المتقن لفن الخطابة، هو رجل صنعته النضالات اليومية، سعى إلى تمكين السياسة الشعبية من فضاءات بين ثنايا نظام ديموقراطي تمثيلي، تتحقق معه يسارية تحالف يقوده مجموعة من السياسيين. استمر دائما في انتقاده للرأسمالية، وكذا تأكيد طموحه إلى بناء الاشتراكية. ذاك، ما شكل اختلافا جوهريا بين هواجسه وما يعبّر عنه الحزب الاشتراكي الشيلي الحالي أحد مكونات التجمع الديمقراطي المشرف على جهاز السلطة منذ نهاية الديكتاتورية. أن تكون واقعيا في تصور أليندي، لا يعني قط التنكر للمستقبل، والاكتفاء بحدود سياسة «برغماتية».
لقد اتضحت ملامح رؤيته، فترة ائتلاف الوسط ـ اليسار (1938-1947)، وخاصة مع حكومة «بيدرو أغير سيردا».
حيث شغل أليندي منصب وزير الصحة. هكذا، اتضح له ما سيصير انطلاقا من سنة 1952 محور استراتيجيته: البحث عن وحدة بين الحزبين الجماهيريين الكبيرين، الحزب الاشتراكي والشيوعي. لقد، ذهب التنافس بينهما إلى حد إضعاف التكتل الحكومي، وتقزيم إصلاحاته وتفضيل إمكانيات تفعيل حليف الوسط والحزب الراديكالي والذي أمال الميزان. هاته الحكومات، المنفذة لبرنامج ديمقراطي بورجوازي، بمعنى تحديث رأسمالي يوازيه تشريع اجتماعي ودور وسيط للدورة، لم يتساءل أبدا بخصوصه أليندي، مثلما فعل باقي المسؤولين الاشتراكيين.
لتحقيق سياسة الوحدة بين الاشتراكيين والشيوعيين، تبينت لأليندي سنة 1952، ضرورة القيام بمبادرة مفارقة: تفتيت حزبه. همه إذن، انصب نحو البحث عن طريق أمريكي ـلاتيني للثورة، خاصة تلك التي تستلهم فكرة «الطريق الثالث» لصاحبها «فيكتور راوول هايا» Victor Raul Haya (أسس سنة 1924 التحالف الشعبي الثوري الأمريكي، ووضع في مرحلة أولى برنامجا وطنيا ذا صبغة ماركسية، عبّأ بواسطته قوى هنود ومثقفي البيرو)، لكن تجسدها في تلك الفترة، تحقق على يد «خوان دومينغو بيرون» (الرئيس الأرجنتيني، صاحب النظرية البيرونية التي وضعها سنة 1945) رفض أليندي هذا الانحراف اتجاه الشعبوية، لذلك انسحب من الحزب الاشتراكي بهدف تنظيم جبهة الوطن مع الشيوعيين، لا زالوا وقتها يعملون في السرية. من هنا، انبعثت لأول مرة فكرة ترشحه للانتخابات الرئاسية سنة 1952.
مبادرة، جعلت منه زعيما للوحدة مع الشيوعيين، وكذا الناطق باسم أول نواة، لم تتضح بعد صيغتها النظرية وكذا سياسة الاقتحام الانتخابي للحكومة في إطار تكتل ثوري. إستراتيجية كهاته، بدأت تشتغل قبل المؤتمر العشرين للحزب الشيوعي السوفياتي، لكن الأمر يتعلق جيدا بإشعاع لأطروحات جبهات التحرير الوطنية، التي تتبناها كل الأحزاب الشيوعية في مختلف بلدان أمريكا اللاتينية تقريبا.
لأن نتائج انتخابات 1958، جعلته قاب قوسين من الانتصار، فقد أصبح مرشدا طيلة سنوات الستينات، حقبة تجلت معها خطة الانتقال المؤسساتي إلى الاشتراكية، والتي اعتبرت أيضا سبيلا سلميا أو لا عسكريا، يتعارض مع فكرة الاستيلاء على السلطة بالقوة المسلحة، بغية «القضاء على الدولة البورجوازية» مثلما ظهر بامتياز في كوبا.
أليندي الذي اقترب أكثر من الشيوعيين مقارنة مع حزبه، لم يذعن لكيفية الانعطاف نحو اليسار كما تمسك به الاشتراكيون الشيليون بعد الإخفاق في الانتخابات الرئاسية لسنة 1964. حيث، أعلن أغلب سياسيي الحزب، نهاية الاختيار الانتخابي، ومن تم ضرورة ممارسة تغيير في الاستراتيجية، لكن دون أن يضعوا نصب أعينهم قضية دراسة خصائص حالة الشيلي وتعقد بنيتها الطبقية، وكذا ثبات إرثها الديمقراطي الطويل.
بقي أليندي على هامش الزوبعة. ومع تشبته المستمر بتثمين ودعم كوبا، فقد آمن أيضا، بشكل منفرد تقريبا بين كل الاشتراكيين، باحتمالية الانتصار عبر بوابة الانتخاب الرئاسي، الذي سيمثل مدخلا لانتقال مؤسساتي صوب الاشتراكية. تصور، عرضه لانتقادات عديدة.
الذهنية المتحمسة المميزة، لسنوات 1960، حقبة متفائلة بسبب راهنها الثوري، حظرت على الأحزاب والمفكرين الماركسيين، التطرق إلى الأسئلة الجوهرية بخصوص بناء الاشتراكية الشيلية عبر الطريق المؤسساتي. هل تتحقق الاشتراكية، بينما تفصلها هوة واسعة، عن المكونات التقدمية في الحزب الديمقراطي المسيحي بقيادة «رادوميرو توميك» Radomiro Tomic ؟ فكيف، يتأتى الحصول على الأغلبية المؤسساتية والشعبية، دون أن يسبقه تهيئ كتلة مناسبة للتغيرات أي جبهة تقدمية واسعة؟
إبان تلك الحقبة الزاخمة للوحدة الشعبية (مرحلة مشرقة بالنسبة لبناء المستقبل، لكنها ستمثل كذلك مأساة في الأصل) ذهب أليندي أبعد من أي شخص آخر، على مستوى تلمّس الأفق الاستراتيجي. في خطاب له، يوم 21 ماي 1971، حيث تكلم عن الهدف وليس فقط الحقبة، سيعرف الاشتراكية الشيلية باعتبارها تحررية، ديمقراطية وبأحزاب متعددة. فهم، حوله إلى رائد لنماذج الشيوعية الأوروبية.
أليندي، تجاوز كثيرا الشيوعيين، الذين لم يتخلوا أبدا عن مفهوم أرثوذكسي للاشتراكية المتوخاة، وظلوا متشبثين بمنطق اللحظة الحاسمة للاستحواذ على «كل السلطة»، ولأنها أساسية، فقد أجلوها في الزمان، انطلاقا من شعار الاستعارة المشهورة لقائدهم لوي كورفلان Luis Corvalan حين أشار إلى «المصير الحتمي لقطار الاشتراكية» أو كما قال بالضبط: سيصل إلى غاية منطقة « Puerto montt » في أقصى جنوب الشيلي، وقبل تلك المحطة سينزل بعض الحلفاء المؤقتين.
كان واضحا لدى أليندي، انعدام حدوث انتقال مؤسساتي، دون خلق تحالف استراتيجي مع كل الفرق التقدمية لخلق أغلبية قوية. لكن، ثقابة فكره ذهبت سدى، وعجز عن فرض هاته السياسة في الوقت المناسب. وحتى، حين تسلم السلطة، رفض التخلي عن إيتيقاه الإنسانية بالالتجاء إلى الاستبداد كما فعل تقريبا كل الرؤساء منذ سنة 1932. هذا المنحى، أضفى طابع الليونة على «ثورته» في مواجهة أعدائها. غير أن مستوى الأزمة بداية سنة 1973، أجبره على أن يطارد قانونيا، ليس فقط بعض مجموعات المعارضة، لكن كذلك مكونات يسارية تعارض سياسته، بالتالي، وجد نفسه في مأزق. لقد بقي ديمقراطيا، حتى فترات اشتداد التهديدات المحذقة بالحكومة، وكذا التدخلات الأجنبية المكشوفة، إلى جانب الممارسات الإرهابية لليمين المتطرف.
تجنب، التحول إلى مستبد، وهو ما كان سيمنحه بمعنى أدق، دور رئيس صلب، يخلق مسافة بينه والأحزاب ثم يفرض مواقفه في اللحظات الحاسمة. تردد التشكيلات السياسية، وتلكؤها عن اتخاذ قرارات، سهل مهمة أعدائه، وعجل النهاية، ثم تمزقت الوحدة الشعبية جراء التكافؤ المفجع بين من يقبلون التفاوض والمدافعون عن فكرة «التقدم دون التراضي».
لم يستهدف أليندي، خلق إصلاح جديد ولا الدعوة إلى طريق اشتراكي ديمقراطي، لكن الأمر تعلق عنده بتجذير للديمقراطية في كل قطاعات الحياة الاجتماعية محور التغير المجتمعي، هنا تكمن طبيعته الثورية، ساعيا إلى عدم استعمال العنف لحل إشكالية السلطة. لكن، للأسف، منظور سينعكس سلبيا على مستقبل المثل الاشتراكي.
لم يدخل الرئيس الشيلي إلى التاريخ بسبب موته، بل جراء حياته. موته، وطد الأسطورة. ونتيجة لحسه السياسي وواقعيته التاريخية، استطاع أن يحقق رمزيا «رؤية مختلفة» في تبني الاشتراكية، إبان عهد بدأت تتضح معالم أزمة الاشتراكيات الواقعية.
يوم الانقلاب، انتحر أليندي. لماذا، تم إخفاء هذه الحقيقة سنوات عديدة ؟ انتحاره، موقف محارب. في تلك، الصبيحة المرعبة (11 شتنبر 1973)، انتقل الرئيس من الألم إلى صحوة للوعي. لقد، هزمته الخيانة، أولا. عديدة هي الشهادات التي أوضحت، بأن أليندي كان قلقا على «أوغسطو بينوشي». بل في إحدى، نداءاته ذلك الصباح، أمر العسكريين الأوفياء بالدفاع عن الحكومة، المعني هنا بالمبادرة، لم يكن غير الجنرال أوغسطو بينوشي، حيث قلده سابقا ب «أوسمة» قائد للجيش.
أي مضمون لهذا الألم ؟ التفت يوليوس قيصر مخاطبا «بروتوس» Brutus : «حتى أنت، يا ابني ؟»، اندهاش يئن، من النذالة التي كشف عنها الصديق. السؤال، الذي طرحه بالتأكيد، أليندي غير ما مرة في تلك اللحظات، يعكس أقصى درجات المعاناة، نتيجة الشعور بالحرمان من حق. غير، أنه في فترة ما، أمكنه السيطرة على ذاته بشكل متزهد. هكذا، ألمّ بوجعه كي يضعه رهن إشارة السياسة. وبالفعل، لم يخطر بباله أبدا، كونه سيخرج حيا من قصر «لامونيدا». لقد، استشعر موته وهو يحارب، راهن على المقاومة وأفراد قوات الجيش الذين سيتمسكون بالوفاء لعهدهم، وكذا أحزاب سياسية يمكنها أن تحول أقوالها إلى أفعال، بمعنى، الإعلان عن المجابهة. لم يتخيل نفسه وحده، مسؤولا عن مصيره، ظن الوفاء في المحيطين به، حينئذ أعلنت الجبهة الشعبية وفق إطلاق النار.
مع هذا الموقف المعاكس، وللحفاظ على بقائه تحت وابل القصف، ورفضه الانهزام بدون مقاومة، حاول أليندي البحث عن أفضل مخرج سياسي. استبعد النفي، وهيّأ الجواب الأكثر ملاءمة، المعبر بشكل جيد عن مثله العليا، ويلزم بالعواقب الأكثر شؤما، من تسبب في مأساة الشيلي. لقد أقدم على الانتحار، فلوث الجنرال بدم سيبقى إلى الأبد جرحا لن يندمل.
لحظة انتصار الجنرال، بدأ يطوي الخطوات نحو زاوية، انتهى بين أركانها إلى مجرد جندي بدون شرف، تملص من واجباته، وأصبح يعيش اعتمادا على حيل أوجد لها كساء شرعيا. هل حقق شيئا، طبعا عمل على تسوية المجتمع الشيلي، لكنه لن يلامس أبدا قاعدة تمثال البطل....
لكن، لماذا تصرف بينوشي، هكذا ؟ لقد كان شرها اتجاه سلطة لم يفوضها لها «الأب»، الذي عينه قائدا. هذا الاندفاع اللاواعي غير القابل للتحديد، قاده إلى ارتكاب خطأ: الخوف أكثر من أليندي حيا، قياسا ل أليندي وهو ميت. هذا القتل الرمزي للأب، حقيقة جعل منها أليندي مصيرا. لكن، أليندي لم يمت، بل اختار موته الذاتي.
كما هو الحال في مسرحية جان بول سارتر، فقد أحدق الذباب بالجنرال بينوشي، لذا سيتنكر له فيما بعد أتباعه وأنصاره. رفض ضباطه علانية انتهاكاته لحقوق الإنسان، وعليهم القيام بذلك من أجل تبرير شرعية ما للنظام. لقد أرادوا منا، نسيان بأن هذا نتاج قوة ميكيافيلية لسلطة دون قيود، وكذا الرعب الذي ساد مع بينوشي.
خسر أليندي أولى معارك الاشتراكية الجديدة، لكنه ليس وهما للاستهلاك، بل سيستمر رمز نضال يستعاد لاشتراكية الغد.

## العلاقات الخارجية في عهد رئاسة أليندي
تميزت العلاقات على الصعيدين السوفييتي والأمريكي

## التدخل الخارجي في الشيلي خلال رئاسة أليندي
11 سبتمبر 1973، حدث يؤرخ لإحدى اللحظات السوداء في مسار تاريخ اليسار خلال القرن العشرين، حيث يحيل على الانقلاب الذي قادته جماعة عسكرية بزعامة الجنرال أوغستو بينوشيه، منهيا بحمّام دم تجربة رائدة غير مسبوقة، استمرت ثلاثة سنوات. بالنسبة للبورجوازية الشيلية وكذا المسؤولين الأمريكيين، اقتضى الوضع بأي ثمن القضاء على حلم سالفادور أليندي وكذا الوحدة الشعبية ـ توخت انتقالا هادئا نحو الاشتراكية الديمقراطية ـ قبل فوات الأوان.

### تدخل الولايات المتحدة
كانت إمكانية فوز سلفادور أليندى في الانتخابات كارثة للولايات المتحدة الأمريكية، والتي أرادت حماية مصالحها من خلال منع أي انتشار للاشتراكية إبان الحرب الباردة. في سبتمبر عام 1970 أخبر الرئيس نيكسون أن وجود حكومة يرأسها أليندى أمر غير مقبول وقام بتخصيص مبلغ 10 ملاين دولار لمنع وصول أليندى إلى السلطة. قامت لجنة الأربعين برأسة هنرى كيسينجر مع المخابرات الأمريكية بالعمل لمنع أليندى وإعاقة تنصيبه رئيسا من خلال خطة سرية تم تسميتها Track I والخطة Track II أي المسار واحد والمسار اثنين. وسعت الخطة المسار واحد إلى منع أليندى من الوصول للسلطة من خلال ما يسمى بالاحتيال البرلمانى بينما سعت من خلال الخطة المسار اثنين إلى اقناع بعض القيادات العسكرية في الجيش الشيلى للقيام بانقلاب عسكرى.
وفي خلال رئاسة الرئيس نيكسون سعت الولايات المتحدة إلى منع انتخاب أليندى من خلال دعم الأحزاب السياسية المعارضة والمتحالفة مع جورج أليسندرى مرشح المعارضة وكذلك دعم الاضرابات في قطاعى النقل والتعدين.
وبعد انتخابات عام 1970 حاولت الولايات المتحدة أن تقنع الرئيس الحالى إدواردو فراى مونتالفا أن يقوم بإقناع حزبه للتصويت لصالح اليسندرى في البرلمان قبل أن يقوم بتسليم السلطة وفي حالة نجاح اليسندرى سيقوم بالتنازل عن السلطة والدعوة لانتخابات مبكرة ليتيح الفرصة مرة أخرى للرئيس ادواردو للترشح مرة أخرى حيث إن الدستور الشيلى في ذلك الوقت لا يسمح إلا بفترة رئاسية واحدة للرئيس مع إمكانية ترشحه لفتره ثانية غير تالية لفترة رئاسته وطبقا للخطة المسار واحد سيتمكن ادواردو من الترشح والعودة مرة أخرى إلى السلطة. وعلى العكس من ذلك انتخب البرلمان سلفادور أليندى ووضع شرطا لذلك هو أن يقوم أليندى بالتوقيع على وثيقة دستورية تضمن احترامه وخضوعه للدستور الشيلى وأن التعديلات الذي سيقوم بها لن تتعارض مع مواد الدستور. تم تعطيل الخطة المسار اثنين.
خلال فترة حكم بيل كلينتون التالية قامت المخابرات الأمريكية باصدار وثيقة تعترف فيها بلعبها دورا في الحياة السياسية الشيلية مباشرة قبل الانقلاب العسكرى في شيلى وأن الولايات المتحدة لم تكن متورطة بشكل مباشر في عملية الانقلاب والتي كانت على علم به قبل يومين من الانقلاب.

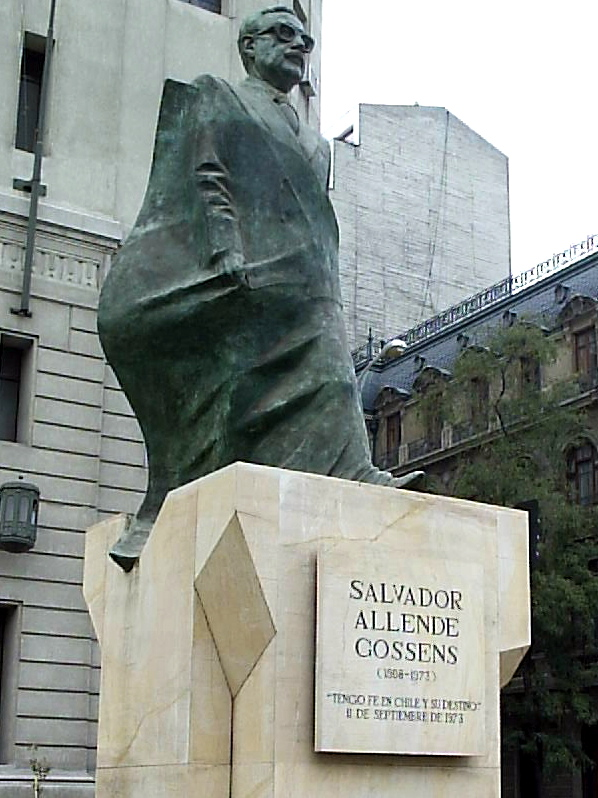
تمثال لأليندي قبالة قصر المونيضا

أتت الكثير من المعارضة للرئيس أليندى من قطاع الأعمال والقطاع الخاص حيث أصدرت الولايات المتحدة مؤخرا وثيقة تعترف فيها بقيامها بلعب دور بصورة غير مباشرة في تمويل الاضراب الذي قام به سائقو الشاحنات والذي تفاقم ليخلق وضعا اقتصاديا فوضويا مباشرة قبل القيام بالانقلاب العسكرى.
إن أبرز الشركات الأمريكية العاملة في شيلى هي شركة اناكوندا وكينوكوت العاملة في مجال النحاس وشركة اى تى تى العاملة في مجال الاتصالات وكلا الشركتين العاملتين في مجال استخراج النحاس أرادتا أن توسع الخصخصة في هذا القطاع في جبال الانديز في مدينة التنينتى والتي تمتلك أكبر مخزون من النحاس في العالم.
في نهاية عام 1968 وحسب وزارة التجارة الأمريكية فالشركات الأمريكية القابضة التي تعمل في شيلى في ذلك الوقت تقدر قيمتها ب 964 مليون دولار تستحوذ شركتى النحاس على 28% منها بينما كانت شركة اى تى تى العاملة في مجال الاتصالات قدرت استثماراتها في ذلك الوقت ب 200 مليون دولار. وفي عام 1970 وقبيل انتخاب أليندى استحوذت الشركة على 70% من الشركة الشيلية تشيتلكو العاملة في مجال الاتصالات. نشرت الجريدة اليمينية الشيلية وثيقة للمخابرات الأمريكية تفيد بان شركة اى تى تى مولت المرشح اليسندرى بمبلغ 700 الف دولار امريكى وبمساعدة المخابرات الأمريكية في تحويل الاموال بطريقة امنة وغير مكشوفة وقام رئيس شركة اى تى تى في ذلك الوقت هارولد جينين بعرض مبلغ مليون دولار للمخابرات الأمريكية للمساعدة في منع فوز أليندى في الانتخابات.
وبعد ان تولى الجنرال بينوشيه السلطة في شيلى اخبر وزير الخارجية الأمريكية هنرى كيسينجر الرئيس الامريكى بان الولايات المتحدة لم تفعلها ولكنها ساعدت بتهيئة الظروف للقيام بالانقلاب.
مؤخرا في فترة تولى بيل كلينتون للرئاسة الأمريكية تم رفع السرية عن بعض الوثائق التي اكدت سعى الولايات المتحدة للانقلاب على سيلفادور أليندى في عام 1970 قبل توليه السلطة

## الانقلاب

### الوفاة
توفي في 11 سبتمبر 1973 أثر الإصابة بالعيار الناري في القصر الرئاسي في سانتياغو.

## وصلات خارجية
- سلفادور أليندي على موقع IMDb (الإنجليزية)
- سلفادور أليندي على موقع الموسوعة البريطانية (الإنجليزية)
- سلفادور أليندي على موقع مونزينجر (الألمانية)
- سلفادور أليندي على موقع ألو سيني (الفرنسية)
- سلفادور أليندي على موقع ميوزك برينز (الإنجليزية)
- سلفادور أليندي على موقع قاعدة بيانات الأفلام السويدية (السويدية)
- سلفادور أليندي على موقع إن إن دي بي (الإنجليزية)
- سلفادور أليندي على موقع ديسكوغز (الإنجليزية)
- سلفادور أليندي على موقع كينوبويسك (الروسية)